# Enrique Díaz (actor)
Enrique Díaz Rocha (Lima, 19 de septiembre de 1967) es un director y actor brasileño nacido en Perú.

## Biografía
Él es uno de los fundadores de la Companhia dos Atores, que dirige desde 1990.
Está casado con la actriz Mariana Lima, con quien tiene dos hijas (Elena y Antonia). Es hijo de una brasileña con un agrónomo y diplomático paraguayo, Juan Díaz Bordenave. Tiene cinco hermanos, siendo uno de ellos el actor Chico Díaz.

## Filmografía
- 1985 -Urubus e Papagaios (1985)
- 1990 -O Quinto Macaco (1990) .... Mineiro.
- 1992 - Você Decide (1 episódio) -- Mamãe Coragem (1992)
- 1994 - Lamarca (1994) .... Motorista da Van
- 1996 - Como Nascem os Anjos (1996) .... Camarão
- 1998 - Kenoma (1998) .... Jonas
- 1999 - Outras Estórias (1999)
- 2000 - O auto da compadecida (2000) .... Capanga
- 2002 - As Três Marias (2002) .... Zé das Cobras
- 2003 - Carandiru (2003) .... Gilson
- 2004 - Redentor (2004) .... Morais
- 2005 - Casa de Areia (2005) .... Luís - 1919
- 2005 - Filhos do Carnaval - 1a.temporada (minissérie) (2005) .... Cláudio Gebara
- 2009 - Filhos do Carnaval - 2a.temporada (minissérie) (2009) .... Cláudio Gebara
- 2014 - Não Pare na Pista - A Melhor História de Paulo Coelho .... Pedro Coelho

### En televisión
- 1990 - Desejo
- 1990 - Pantanal - Chico (Hijo de Maria Marruá, muerto en los primeros capítulos)
- 1992 - Anos Rebeldes - Pedro
- 1995 - Irmãos Coragem - Castro
- 1995 - Engraçadinha - Seus Amores e Seus Pecados - Rolinha
- 1999 - O Auto da Compadecida - Cangaceiro
- 2000 - A Muralha - Aimbé
- 2006 - Linha Direta - Juan Carlos Hernández (ep. O Roubo da Taça Jules Rimet)
- 2010 - O Relógio da Aventura - Gerlado/Imperador Otávio Augusto
- 2011 - Cuento encantado - Eusébio Bezerra
- 2011 - A Grande Família - Gomes
- 2012 - Cheias de Charme - Delegado
- 2013 - 3 Teresas - Ringo[5]
- 2013 - Preciosa perla - director[6]
- 2015 - Felizes para Sempre? - Cláudio Vaz Drummond[6][7]
- 2015 — A Regra Do Jogo — director
- 2017 — 2018 Treze Dias Longe Do Sol
- 2018 - El mecanismo — 2a temporada

## Premios

### Teatro
- 1984 - Prêmio Mambembe - actor en la obra O Dragão Verde de Maria Clara Machado
- 1991 - Prêmio Molière - director en la obra A Bao a Qu (Um Lance de Dados).
- 1995 y 1996.
  - Prêmio Shell de teatro - Melodrama
  - Prêmio Mambembe - Melodrama
  - Prêmio Sharp de teatro